# Stazione di Piove di Sacco
La stazione di Piove di Sacco è una stazione ferroviaria della linea Adria-Mestre a servizio dell'omonimo comune.

## Storia

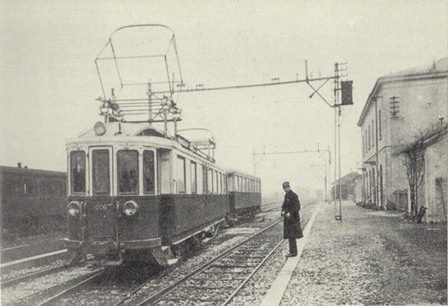
Un'elettromotrice del gruppo 001÷010 in manovra

Fu aperta al servizio pubblico il 3 febbraio 1916 assieme al tronco ferroviario diretto ad Adria. L'impianto ebbe la denominazione di Piove e sostituì l'originario capolinea della tranvia Padova-Piove di Sacco che fu prolungata e che si attestò presso i primi tre binari della stazione, appositamente elettrificati. La Società Veneta (SV) eserciva entrambe le linee: quella ferroviaria, con trazione a vapore, e quella tranviaria, con trazione elettrica.
A partire dal 15 maggio 1928, la stazione fu ribattezzata Piove di Sacco.
Il 28 ottobre 1931 fu inaugurato il tratto ferroviario che collegava Piove di Sacco a Mestre. Nel corso del 1936 arrivarono le prime automotrici termiche della SV nel deposito di Piove di Sacco: le ADn 501÷504, che entrarono in servizio il 1º ottobre dello stesso anno.
Il 31 dicembre 1954 fu soppressa la tranvia diretta a Padova.
La stazione di Piove di Sacco seguì le vicissitudine della Società Veneta e della ferrovia Adria-Mestre: nel 1969, la gestione passò alla Società Veneta Autoferrovie (SVA), poi, nel 1981, alle Ferrovie del Nord-Est (FNE); entrambe le società erano controllate dalla SV. Nel 1986, l'esercizio della ferrovia fu affidato a una gestione commissariale ad hoc che quattro anni dopo fu assorbita dalla Gestione commissariale governativa delle Ferrovie Venete. Nel 1997, iniziò l'esercizio provvisorio da parte delle Ferrovie dello Stato (FS), in attesa che si concretizzasse il passaggio dell'esercizio alla regione Veneto.
Il 1º gennaio 2001, la gestione della ferrovia passò alla Ferrovie Venete (FV), mentre il 1º aprile dell'anno dopo a Sistemi Territoriali (ST).
Il 1º gennaio 2020 avvenne la separazione della gestione dell'infrastruttura e del servizio ferroviario: il primo incarico passò a Infrastrutture Venete (IV), mentre il secondo rimase a ST. A partire dal 1º settembre 2024, il servizio ferroviario passò a Trenitalia, sebbene sospeso da qualche settimana per i lavori di elettrificazione.

## Strutture e impianti

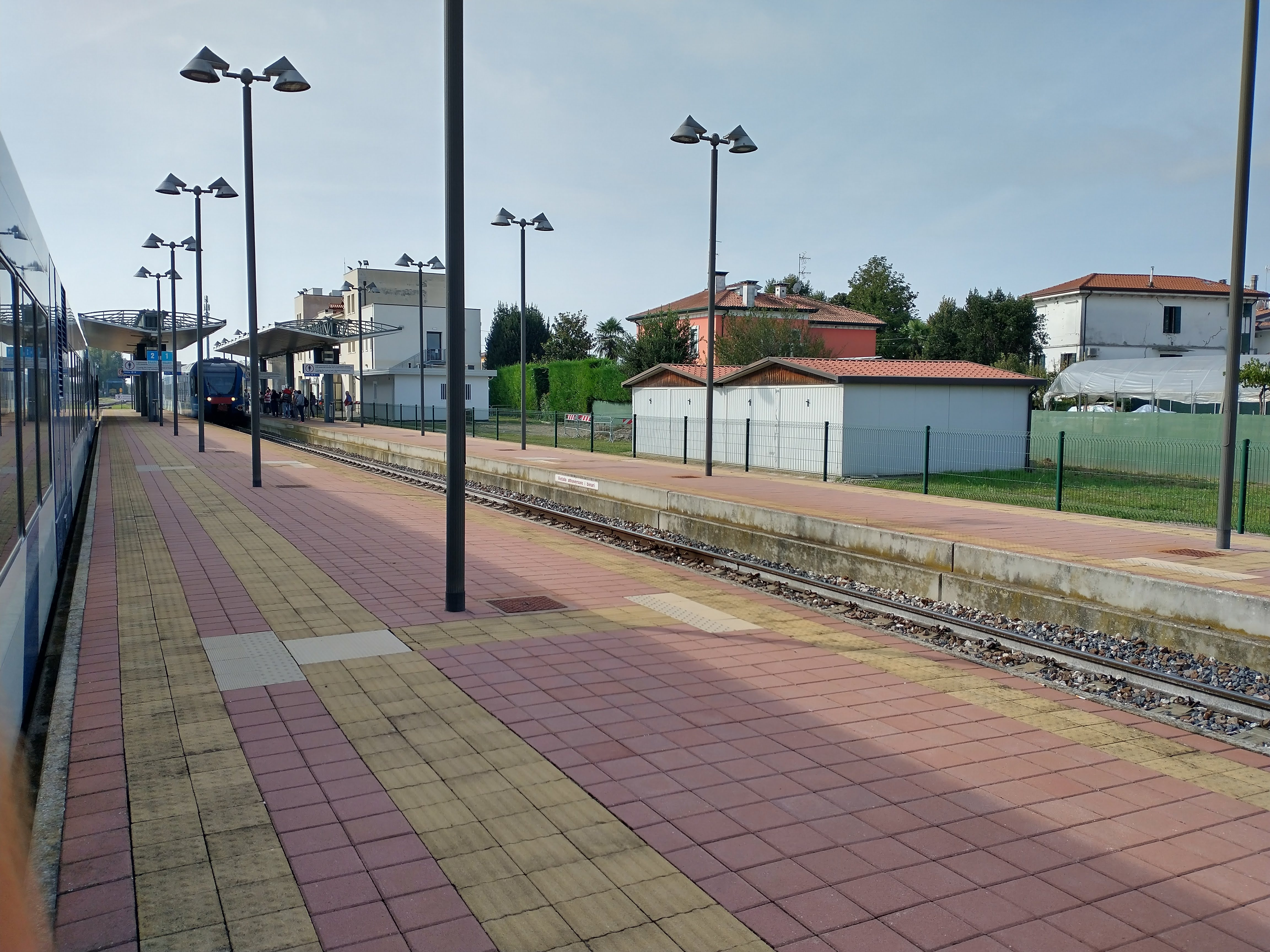
Il piazzale della stazione

Il fabbricato viaggiatori è una costruzione in muratura a due livelli e a pianta rettangolare.
Il piazzale è composto da quattro binari: il primo è quello di corsa della linea per Adria, mentre il secondo è quello di corsa della linea per Mestre. Sono presenti altri due binari di raddoppio. Solo i primi due sono adibiti al servizio viaggiatori: entrambi dotati di banchine collegate tra loro da attraversamenti a raso.
A sud del fabbricato viaggiatori sono presenti le officine e il deposito rotabili della ferrovia Adria-Mestre, già utilizzati dalle società del gruppo SV e da Sistemi Territoriali.
È presente una torre dell'acqua.

## Movimento

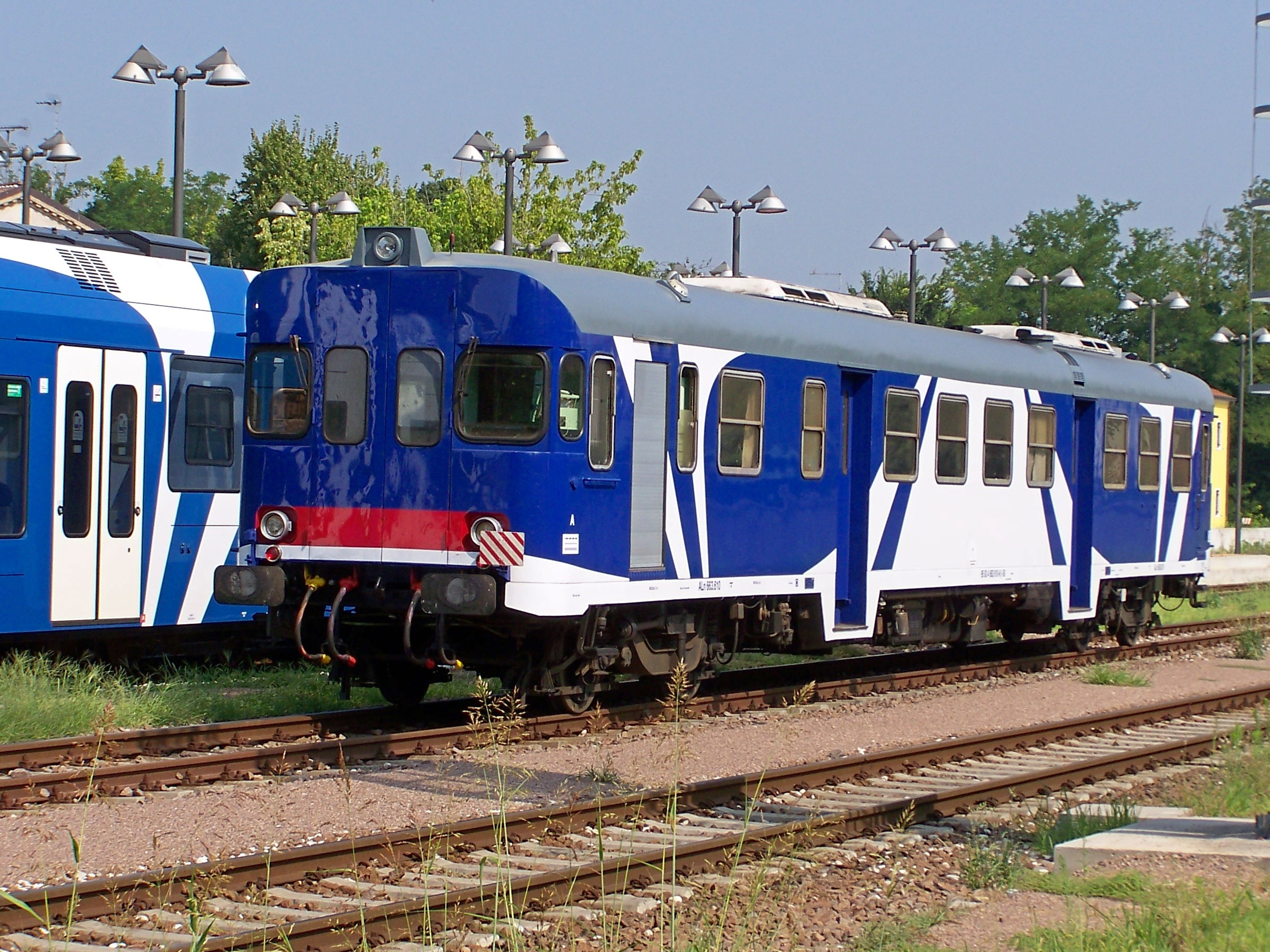
L'ALn 668.610 in livrea ST in sosta sul terzo binario

La stazione è servita dai treni regionali Venezia Santa Lucia-Adria.
A partire dal 15 luglio 2024, essendo in corso i lavori di elettrificazione della ferrovia tra le stazioni di Mira Buse e di Adria, le corse sono soppresse e sostituite da autobus.

## Servizi
- Biglietteria automatica
- Sala d'attesa
- Servizi igienici